# Bodo Gorgaß

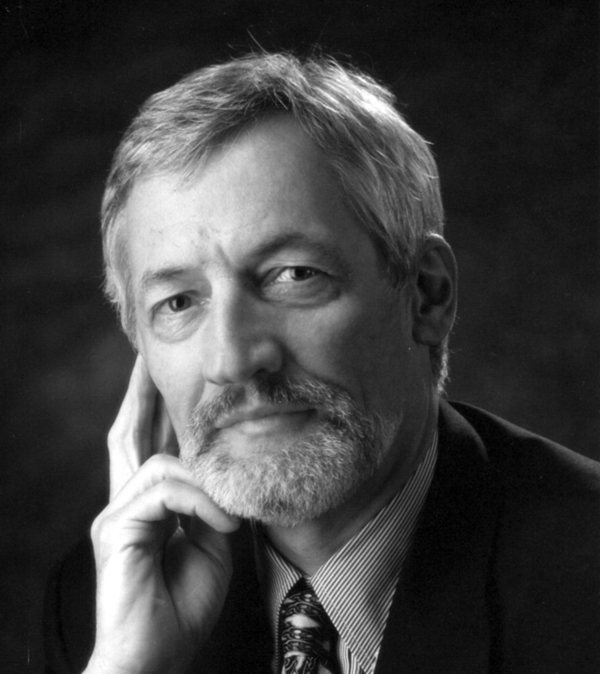
Bodo Gorgaß, 2009

Bodo Gorgaß (* 19. Oktober 1940 in Wiesbaden) ist ein deutscher Anästhesist, Intensivmediziner und Notfallmediziner, Oberfeldarzt a. D. sowie Fachautor und freier Journalist. Er gilt als einer der bedeutenden Pioniere der Notfallmedizin und Luftrettung in Deutschland. Er lebt in der „Gartenstadt“ Haan (Kreis Mettmann) und beschäftigt sich intensiv mit Fragen der Zeitgeschichte, arbeitet als freier Journalist, verfolgt nach wie vor die Entwicklung der Notfallmedizin.
Gorgaß ist insbesondere für seine Veröffentlichungen auf dem Gebiet der Notfallmedizin und des Rettungswesens bekannt.

## Leistungen
Bodo Gorgaß leistete in den 1970er und 1980er Jahren wesentliche Beiträge zu Verbesserungen in der Notfallmedizin sowie zur medizinischen Ausstattung der eingesetzten Fahrzeuge und Hubschrauber. Er engagierte sich für die Qualifikation und den Sozialstatus des nichtärztlichen Personals im Rettungsdienst – das „Berufsbild Rettungssanitäter“, das heißt die Professionalisierung im Rettungsdienst gegen zum Teil erhebliche Widerstände unter anderem der Rettungsorganisationen als „samaritane Laienverbände“, der Berufsfeuerwehren, Kostenträger.

## Kindheits-, Jugend-, Schulzeit
Bodo Gorgaß kam im Jahr 1940 in Wiesbaden auf die Welt, erlebte Bunker- und Bombennächte in schwierigen Kriegszeiten und besuchte nach Kriegsende die Volksschule in Königshofen, danach das Dilthey-Gymnasium in Wiesbaden. 1962 machte er das Abitur.

## Studium
Nach einer zweijährigen Wehrdienstzeit studierte Gorgaß an der Universität Mainz Medizin. Hier kam es auch zu wegweisenden Kontakten mit Rudolf Frey, einem „Nestor“ der Anästhesie und einem der bedeutendsten Notfallmediziner dieser Zeit, auf dessen Initiativen hin sich die Unfallrettung mit Hubschraubern und Notarztwagen neu formierte. Gorgaß wechselte 1967 an die Universität Hamburg und machte 1969 das Staatsexamen. Am 22. April 1970 wurde ihm vom Fachbereich Medizin der Universität Hamburg Titel und Würde eines Doktors der Medizin verliehen.

## Qualifikationen/Einsätze
Gorgaß absolvierte die Facharztausbildung zum Anästhesisten 1970–1975 an der Universität Ulm und am Bundeswehrkrankenhaus Ulm. Als Notarzt flog er ca. 1500 Einsätze mit dem Ulmer SAR-Rettungshubschrauber Bell UH-1D in den frühen 1970er Jahren im 50-/80-/zum Teil 100-km-Einsatzradius um Ulm (der Münchner Rettungshubschrauber-Modellversuch strebte einen Einsatzradius von 50 km an). Gorgaß fuhr etwa 2800 Einsätze mit dem Ulmer Bundeswehr-Notarztwagen. Er leistete vielfältige Einsätze als Sanitätsoffizier in den 1970er Jahren bei NATO-Manövern in Nord-Norwegen und mehrfach in der Türkei. Im Jahr 1976 war er als Anästhesist tätig beim Katastropheneinsatz der Bundeswehr nach einem schweren Erdbeben mit über 5000 Opfern in der Provinz Van, im Osten der Türkei.

## (Test-)Rettungszentrum Ulm
Zusammen mit Friedrich Wilhelm Ahnefeld (dem „Papst der Notfallmedizin“) baute Gorgaß das 1971 gegründete Ulmer (Test-)Rettungszentrum des Bundeswehrkrankenhauses und der Universität Ulm auf, wo 1971 der erste Ulmer Notarztwagen und die – nach München – zweite für einen Dauereinsatz ausgelegte Rettungshubschrauberstation im zivilen Rettungsdienst in der Bundesrepublik Deutschland in Betrieb genommen wurde (System NAW, NEF, Rettungshubschrauber mit eigener Leitstellenstruktur).

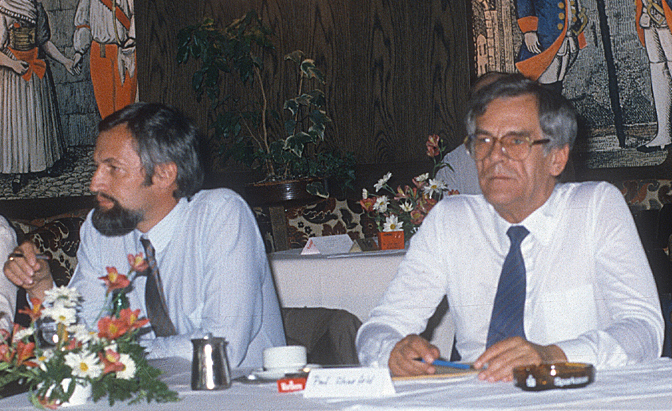
Bodo Gorgaß und F. W. Ahnefeld, auf einem notfallmedizinischen Kongress 1985

Das (Test-)Rettungszentrum Ulm wurde eingerichtet, um zu prüfen, ob es für den Sanitätsdienst der Bundeswehr sinnvoll sein könnte, bei der Bewältigung der großen Anzahl von Unfallverletzten traumatologische Erfahrungen zu sammeln. Die RTH-Piloten sollten sich nicht nur bei Übungs- sondern auch echten Einsatzflügen bewähren. Das (Test-)Rettungszentrum wurde so ausgebaut, dass es vorbildlichen „Schulungscharakter“ für die gesamte Bundeswehr bekam und entscheidende Impulse für das gesamte deutsche Rettungswesen gab. Gorgaß war in den Jahren 1973 bis 1979 Leiter des Ulmer (Test-)Rettungszentrums. 1978/79 entstanden durch seine Mitarbeit die ersten ADAC-Publikationen zur Luftrettung „Der Sanitäter im Luftrettungsdienst“ und „Der Arzt im Luftrettungsdienst“. Nachdem die notfallmedizinischen Erfahrungen in Ulm als äußerst positiv bewertet wurden, wurden in den nächsten Jahren weitere RTH-Standorte der Bundeswehr in Dienst gestellt: Hamburg, Koblenz, Würselen, Nürnberg, Rheine.
Zunehmend verstanden damals Behörden, Institutionen und Ministerien den Begriff „Test“ als Möglichkeit, sich mit unterschiedlichsten Fragestellungen an das Ulmer (Test)-Rettungszentrum zu wenden, so zum Beispiel ADAC, DRK, für den Rettungsdienst zuständige Länderministerien (Bayern, Baden-Württemberg: Hubschrauber-Landeplätze an allen Krankenhäusern), Universitäten, Normenausschüsse, Gerätehersteller wie Hellige, Weinmann (Medumat, Combi-Bag, Ulmer Notfallkoffer), Binz,  Porsche (neue Kabine) usw. Diese Innovationsversuche und sehr intensive Zusammenarbeit hielt auch noch lange an, als nach offensichtlicher Bewährungsproben die Vorsilbe (Test-) wegfiel. Die Wortbildung „Gorgaß-Ahnefeld“ steht bis heute als „Qualitätsmarke“, als Synonym für moderne Notfallmedizin.

## Vorträge
Gorgaß hielt international mehr als 150 notfallmedizinische Vorträge.
Vorträge in den USA waren von besonderer Bedeutung in der Hubschrauberrettung – zusammen mit G. Frey und W. Stotz (Ulm); Gerhard Kugler und Ingo Karger, ADAC e. V. (München): „Rescue Helicopters in Primary and Secondary Missions“, Aerospace Medical Panel specialists meeting, Fort Rucker Alabama 1978. Die Erfahrungen der deutschen Luftrettung fanden dort, im amerikanischen Ausbildungszentrum für Hubschrauberpiloten, und gerade in dieser Anfangszeit besondere Beachtung.

## Rubrikherausgeber
In den Jahren 1997 bis 2007 war er Rubrikherausgeber in der Zeitschrift Notfall- & Rettungsmedizin, Springer Verlag, ISSN 1434-6222.
„Beratende Organisation“ in der Zeitschrift NOTFALLMEDIZIN, Perimed Verlag Dr. med. Dietmar Straube, Erlangen, ISSN 0341-2903.

## Referent
In den Jahren 1978 bis 1996 war er Referent an der Sanitätsakademie der Bundeswehr, München.

## Berufliche Laufbahn nach Ulm
Bodo Gorgaß war von 1979 bis 2003 Chefarzt der Abteilung Anästhesie und Intensivmedizin der St.-Lukas-Klinik in Solingen.

## Berufsbildpolitik „Rettungssanitäter“
Bodo Gorgaß war ehrenamtlicher Präsident des Berufsverbandes der Rettungssanitäter BVRS e. V., Lünen (vom 8. Dezember 1981 bis 29. Juli 1986). Er engagierte sich in einem unermüdlichen Kampf um ein „Berufsbild Rettungssanitäter“ auf allen politischen, berufsspezifischen und institutionellen Ebenen. Der Berufsverband erarbeitete unter Leitung von Gorgaß im Jahr 1983 einen eigenen Gesetzentwurf.
Der „Fachbeirat Notfallmedizin“ wurde von Friedrich Wilhelm Ahnefeld (Ulm) geleitet, Hans-Dieter Lippert (Blaustein) war für Rechtsfragen zuständig und W. Weissauer (Freising) führte den Fachbereich „Rechtsfragen im Rettungsdienst“; an der Spitze des Koordinierungsbeirates stand der Vorsitzende der Rettungsdienst-Stiftung Björn Steiger e.V., Siegfried Steiger (Winnenden).
Gorgaß war auch Impulsgeber in der damaligen Medien-, Kongress- und Informationslandschaft, beispielsweise mit dem Frankfurter Notfallsymposium des Berufsverbandes BVRS am 9. März 1985 und INRETA (Internationale Rettungstage) am 22. März 1986 in Dortmund.

## Initiator des Reisensburger Memorandums 1996
Sieben Jahre nach der Verabschiedung des Rettungsassistentengesetzes (RettAssG, am 10. Juli 1989) fand im Wissenschaftszentrum der Universität Ulm auf Schloss Reisensburg (Günzburg) am 18. Oktober 1996 ein interdisziplinärer Workshop statt. Anlass dieser kritischen Bestandsaufnahme war die übereinstimmende Ansicht, dass sich die Hoffnungen einer grundsätzlich besseren Qualifizierung des Rettungsdienstfachpersonals mit Verabschiedung des RettAssG und der zugehörigen Ausbildungs- und Prüfungsordnung (RettAssAPrV) offensichtlich nicht erfüllt hatten.
Im Reisensburger Memorandum der Bundesvereinigung der Arbeitsgemeinschaften der Notärzte Deutschlands (BAND) wurden die Ursachen für die bestehenden Mängel dargelegt und die daraus resultierenden Forderungen für eine Änderung aufgezeigt.

## Ehrungen
- 1977: Bundesverdienstkreuz am Bande[36]
- 1996: Deutscher Preis für präklinische Notfallmedizin. Kuratorium zur Förderung der präklinischen Notfallmedizin[37]
- 1997: Rudolf-Frey Medaille. Deutsche Gesellschaft für Anästhesiologie und Intensivmedizin (DGAI)[38]

## Veröffentlichungen (Auswahl)
Gorgaß ist insbesondere für seine über 70 Veröffentlichungen auf dem Gebiet der Notfallmedizin und des Rettungswesens bekannt.
- mit Friedrich Wilhelm Ahnefeld und W. Dick: Organisatorische und medizinische Probleme bei der vorklinischen Erstversorgung von Polytraumatisierten. In: Notfallmedizin. 2, 1976, S. 166 ff.
- Notfallpatienten. Die präklinische Versorgung lebensbedrohter Patienten und die erforderliche Notfallausrüstung. In: DIA. Der informierte Arzt, Zeitschrift für moderne Therapie und Fortbildung. 5. Jahrgang, Nr. 9, 1977. I.M.P. Verlag, Neu-Isenburg, 1977, S. 90–102.
- mit R. Rickli: Vorschlag für ein neues Melde- und Abfrageschema. In: Notfallmedizin. 3, 1977, S. 161 ff.
- mit F. W. Ahnefeld und Hans-Dieter Lippert: Der Rettungsdienst in der Bundesrepublik – Teil 1. In: Notfallmedizin. 4, 1978, S. 195 ff.
- mit F. W. Ahnefeld und Hans-Dieter Lippert: Der Rettungsdienst in der Bundesrepublik – 5 Jahre Erfahrung am Rettungszentrum Ulm. In: Notfallmedizin. 4, 1978, S. 282 ff.
- Die ärztliche Notausrüstung für die Versorgung akut lebensbedrohter Patienten. In: MED. MO. PHARM. (Medizinische Monatsschrift für Pharmazeuten). 1. Jahrgang, Heft 7, 1978. Wiss. Verlags-Gesellschaft, Stuttgart 1978, S. 210–215.
- Das Rettungsmittel Hubschrauber als integrierter Bestandteil der bodengebundenen Versorgung von Notfallpatienten. In: S.O.S.-Flugrettungstage. 27.–28. Mai 1978. Hrsg. S.O.S.-Flugrettung e. V., Ina von Koenig. Eigenverlag, Stuttgart/Filderstadt 1978, S. 55–57.
- mit F. W. Ahnefeld: Präklinische Versorgung von Notfallpatienten im Rettungsdienst. In: Diagn Intensivther Band 16, 1979, S. 177 ff.
- Assistierte Notfallbeatmung in Klinik und Rettungsdienst. In: Der Notarzt. 5. Jahrgang, Heft 5, 1989.
- Beiträge in Roderich Lüttgen: Handbuch des Rettungswesens. Erste Hilfe, Rettungsdienst und Krankentransport. Verlag v. d. Linnepe, Hagen. Loseblattausgabe, ISBN 3-921297-13-3 Veröffentlichungen:
  - mit Rainer Dölp und F. W. Ahnefeld: Die Versorgung von polytraumatisierten Patienten am Unfallort und auf dem Transport. Ergänzung 2/95, Hauptabschnitt D VII., 5.1, S. 1–3.
  - mit F. W. Ahnefeld, M. Schorr, Peter Sefrin und E. Thiemens: Notarzt-Einsatz-Fahrzeug. Hauptabschnitt E 1.2, Ergänzung 4, 1993, S. 1–17.
  - Notarzt-Einsatz-Fahrzeug nach DIN 75 079, Hauptabschnitt E 1.2.1, S. 1–2.

## Publikationen (Hrsg.-Gemeinschaften/Auszug)
Zusammen mit F. W. Ahnefeld veröffentlichte Gorgaß ab 1980 die ersten Lehrbücher für den modernisierten Rettungsdienst.
- mit Friedrich Wilhelm Ahnefeld: Der Rettungssanitäter. Ausbildung und Fortbildung. Unter Mitarbeit von Toni Graf-Baumann. Mit einem Beitrag über rechtliche Aspekte von H. Roth. Springer, Berlin / Heidelberg / New York 1980, ISBN 3-540-08731-1.
- mit Rolando Rossi und F. W. Ahnefeld: Die Rettungssanitäterprüfung, Fragen, Themen, Aufgaben. Springer, Berlin / Heidelberg / New York 1987, ISBN 3-540-17248-3.
- mit F. W. Ahnefeld: PRIMO SOCCORSO nelle emergenze, Manuale per la formazione e il perfezionamento dell`infermiere. Traduzione Italiana a cura dei Enrico Reginato; Con la collaborazione di T. Graf Baumann; Con la consulenza giuridica di H. Roth. Piccin Nuova Libraria S.p.A., Padova, 1989, ISBN 88-299-0296-9.
- mit F. W. Ahnefeld: Der Rettungsassistent und Rettungssanitäter. Mit einem Beitrag über Rechtsfragen von H.-D. Lippert, Springer Berlin / Heidelberg / New York 1989, ISBN 3-540-50330-7.
- mit F. W. Ahnefeld, Rolando Rossi, Hans-Dieter Lippert, Werner Krell und Georg Weber: Das Rettungsdienst-Lehrbuch. 8., aktualisierte Auflage. Springer, Heidelberg 2007, ISBN 978-3-540-17248-2.